# William Aspray
William Aspray (* 1952) ist ein US-amerikanischer Wissenschaftshistoriker, der sich besonders mit der Geschichte der Informatik beschäftigt. Er ist Professor für Informationstechnologien an der University of Texas at Austin.
Aspray studierte Mathematik und Philosophie an der Wesleyan University mit dem Bachelor-Abschluss und Wissenschaftsphilosophie an der University of Wisconsin–Madison mit dem Master-Abschluss und der Promotion 1980 über John von Neumann, Alan Turing und die Ursprünge des Computers. Zuvor studierte er auch bei Michael S. Mahoney und Thomas S. Kuhn an der Princeton University und Kenneth O. May an der University of Toronto. Nach seiner Promotion lehrte er zwei Jahre Mathematik am Williams College und ein Jahr Wissenschaftsgeschichte an der Harvard University, bevor er sechs Jahre stellvertretender Direktor des Charles Babbage Institute for the History of Information Processing an der University of Minnesota war. 1989 wurde er Leiter des IEEE History Center, wo er unter anderem das Oral History Programm ausweitete und Verbindungen nach England, Deutschland (Deutsches Museum) und Japan knüpfte, und wurde 1996 Executive Director der Computing Research Association (CRA). Anschließend ging er als Professor an die Indiana University und war danach Professor an der University of Texas.
Aspray befasst sich mit der Geschichte des Computers insbesondere bei John von Neumann und mit den Auswirkungen des Computers und Internets auf die Gesellschaft.
Er veröffentlichte unter anderem viele Aufsätze in den Annals of the History of Computing.

## Schriften
- John von Neumann and the origins of modern computing, MIT Press 1990
- mit Martin Campbell-Kelly, Nathan Ensmenger, Jeffrey R. Yost: Computer. A history of the information machine. Boulder, Westview Press, 1996, 3. Auflage,  2014
- Food in the internet age, Springer 2013
- Engineers as executives : an international perspective, IEEE Press 1995
- Herausgeber mit Paul E. Ceruzzi: The Internet and American Business, MIT Press 2008
- Herausgeber: Computing before computers, Iowa State University Press 1990
- Herausgeber mit Megan Winget: Digital media : technological and social challenges of the interactive world, Scarecrow Press 2011
- Herausgeber mit Andrew Goldstein: Facets : new perspectives on the history of semiconductors, IEEE 1997
- Herausgeber mit Barbara Hayes: Everyday information : the evolution of information seeking in America, MIT Press 2011
- Herausgeber mit Barbara Hayes: Health Informatics: a Patient-Centered Approach to Diabetes, MIT Press 2010
- Herausgeber: Chasing Moore’s law : information technology policy in the United States, Raleigh, North Carolina, SciTechPub 2004
- Herausgeber mit Philip Kitcher: History and Philosophy of Modern Mathematics, University of Minnesota Press 1988
- Herausgeber mit Philip Doty: Privacy in America : interdisciplinary perspectives, Scarecrow Press 2011
- Herausgeber mit Arthur Burks: Papers of John von Neumann on computing and computer theory, MIT Press 1987
- Herausgeber mit Joanne Cohoon: Women and Information Technology: Research on Underrepresentation, MIT Press 2006